# Pedagog szkolny
Pedagog szkolny – stanowisko w systemie oświaty w Polsce unormowane m.in. w rozporządzeniu Ministra Edukacji Narodowej z dnia 30 kwietnia 2013 r. w sprawie zasad udzielania i organizacji pomocy psychologiczno-pedagogicznej w publicznych przedszkolach, szkołach i placówkach (dalej: "rozporządzenie z 2013"). Jest ono tworzone w przedszkolach, szkołach i innych placówkach oświatowych (§ 23 rozporządzenia). W opracowaniach pedagogicznych pedagoga szkolnego określa się mianem zawodu.

## Geneza
Stanowisko pedagoga szkolnego wprowadzono decyzją Ministra Oświaty i Wychowania w ramach programu pilotażowego w roku szkolnym 1973-1974. 7 listopada 1975 resort ten wydał zarządzenie w sprawie pracy nauczyciela – pedagoga szkolnego, które w załączniku zawierało wytyczne określające szczegółowe zadania pedagoga szkolnego.

## Wymagania kwalifikacyjne
Kryteria dostępu do stanowiska nauczyciela-pedagoga określają §§ 19-20 rozporządzenia Ministra Edukacji Narodowej z dnia 12 marca 2009 r. w sprawie szczegółowych kwalifikacji wymaganych od nauczycieli oraz określenia szkół i wypadków, w których można zatrudnić nauczycieli niemających wyższego wykształcenia lub ukończonego zakładu kształcenia nauczycieli.

## Zadania
Zakres zadań pedagoga szkolnego określa w szczególności § 23 rozporządzenia z 2013. Do zadań tych należy m.in.:
- prowadzenie badań i działań diagnostycznych uczniów
- diagnozowanie sytuacji wychowawczych w przedszkolu, szkole lub placówce
- udzielanie pomocy pedagogiczno-psychologicznej adekwatnej do rozpoznanych potrzeb
- prowadzenie profilaktyki uzależnień oraz innych problemów dzieci i młodzieży
- minimalizowanie efektów zaburzeń rozwojowych, profilaktyka zaburzeń zachowania, inicjowanie różnych form pomocy na rzecz uczniów
- działania interwencyjne i mediacyjne w sytuacjach kryzysowych
- pomoc rodzicom i nauczycielom w rozpoznawaniu i rozwijaniu predyspozycji i uzdolnień uczniów
- wspieranie wychowawców, nauczycieli i innych specjalistów w procesie pomocy psychologiczno-pedagogicznej.

## Terapeuta pedagogiczny
Rozporządzenie stosuje także pojęcie terapeuty pedagogicznego (§ 5 ust. 2 rozporządzenia z 2013) jako określenie innego – obok pedagoga – specjalisty wykonującego w przedszkolu, szkole i placówce oświatowej zadania z zakresu pomocy pedagogiczno-psychologicznej.
Zadania terapeuty pedagogicznego zostały zdefiniowane w § 26 rozporządzenia z 2013.
Do zadań terapeuty pedagogicznego należy m.in.
- badanie i diagnozowanie uczniów z zaburzeniami i odchyleniami rozwojowymi lub specyficznymi trudnościami w uczeniu się
- prowadzenie zajęć terapeutycznych, w tym zajęć korekcyjno-kompensacyjnych
- prowadzenie profilaktyki niepowodzeń edukacyjnych uczniów
- wspieranie specjalistów udzielających pomocy psychologiczno-pedagogicznej, w tym nauczycieli i wychowawców.